# Conlyde Luchanga
Conlyde Luchanga (Ndola, 11 marzo 1997) è un calciatore zambiano, attaccante del Red Arrows.

## Carriera

### Club
Ha giocato nella prima divisione zambiana e nella seconda divisione israeliana.

### Nazionale
Ha partecipato ai Mondiali Under-20 del 2017.
Tra il 2015 ed il 2016 ha segnato un gol in complessive 15 presenze con la nazionale maggiore zambiana.